# Володимиро-Либідська вулиця
Володи́миро-Ли́бідська ву́лиця — вулиця в Голосіївському районі міста Києва, місцевість Нова Забудова. Пролягає від Великої Васильківської до Ямської вулиці. На відтинку між вулицями Ямською та Антоновича посередині Володимиро-Либідської вулиці пролягає бульварна алея.
Прилучаються вулиці Антоновича і Казимира Малевича.

## Історія
Вулиця виникла в середині XIX століття під назвою Володимирська. У 1869 році набула назву Либідсько-Володимирська, від церкви князя Володимира, перенесеної з Печерська на тодішню Володимирську площу. Сучасна назва вживається з першої половини 1930-х років.
До 1960-х років простягалася до вулиці Василя Тютюнника, у 1970 році відрізок між вулицями Великою Васильківською та Анрі Барбюса (нині Василя Тютюнника) приєднано до вулиці Щорса (нині — вулиця Євгена Коновальця).

## Пам'ятники та меморіальні дошки

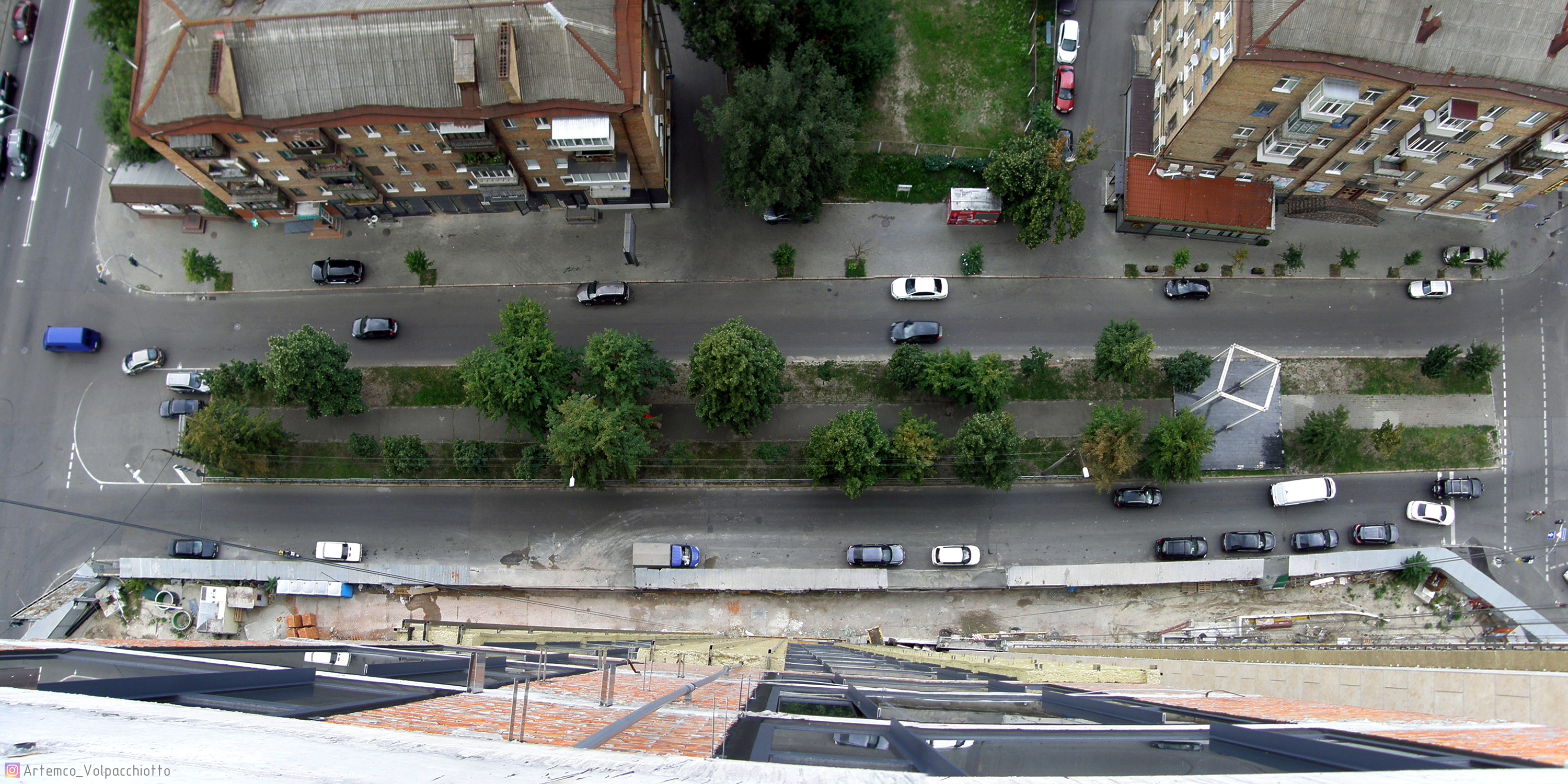
алея Малевича

24 травня 2008 року на бульварній алеї, навпроти будинку № 20/116, відкрито пам'ятник художнику Казимиру Малевичу, який народився в Києві. Також на цій алеї фондом «Ейдос», у рамках проєкту «Сучасне мистецтво у публічному просторі», було створено художню інсталяцію з кольорових людських фігур та лавки у вигляді кольорових діаграм. Згодом фігури прибрали, але залишилися червона та жовта лавки-діаграми.

## Персоналії
У будинку під № 16 у 1965—1970 роках проживав вчений-правознавець, академік АН УРСР Борис Бабій, а у 1965–1969 роках — археолог, етнолог та письменник Віктор Петров. У Князе-Володимирській церкві вінчався український художник Георгій Нарбут.